# Bernardo Mantero
Bernardo Pasquale Mantero (Genova, 1713 – 8 marzo 1798) è stato uno scultore italiano.
All'Accademia Ligustica di Belle Arti tenne la cattedra di scultura. Viene considerato un artista minore, non innovativo nel contesto della prima fase del neoclassicismo italiano.

## Opere
- 1777/1780: l'Angelo Custode, statua in San Siro a Nervi (risultano a queste date i relativi pagamenti);
- 1783: altare maggiore della chiesa parrocchiale di Bogliasco.
- 1786: statua di Carlo Emanuele III ubicata nel lungomare di Carloforte.

Bernardino e Sebastiano, figli di Mantero, realizzano sempre per la chiesa di San Siro di Nervi i pavimenti e i marmi delle pareti del presbiterio e quindi nel 1795 l'altare intitolato alla Maddalena.